# Stenhumla
Stenhumla (Bombus lapidarius) är en insekt i överfamiljen bin och släktet humlor.

## Utbredning
Humlan är vanlig i hela Europa. 
Arten finns i hela Sverige med undantag för ren skog eller fjällnära terräng.
Den är även vanlig i Finland från sydkusten och Åland norrut. Koncentrationen är i södra och mellersta delarna av landet, men fynd har gjorts ända upp till Lappland.

## Beskrivning
Stenhumlan är en medelstor humla; drottningen blir 20 till 22 millimeter lång, arbetaren 12 till 16 millimeter och hanen 14 till 16 millimeter. Humlan är svart med röd bakkroppsspets. Hanen har dessutom en smal gul halskrage och gul nos. En viktig skiljekaraktär mot liknande arter är att pollensamlingshåren är helt svarta utan rödtonade spetsar. Drottningen är betydligt större än både arbetarna och hanarna. Arbetarna är proportionellt mycket mindre och har mindre variation i storleken jämfört med förhållandet hos många andra humlearter.

## Ekologi
Boet inrättas ofta i övergivna fågelbon eller sorkbon under jord. Den kan också bygga bo under stenar, i murar, under eller i hus; i isoleringsmaterial i väggar eller på vindar. Stenhumlan bildar stora samhällen med 100 till 400 individer..
Arten förekommer i många olika biotoper som odlad mark, strandnära områden, bland växtlighet vid vägkanter, trädgårdar, villabebyggelse och i städer. Stenhumlan är en förhållandevis korttungad art. Den kan flyga relativt långt för att skaffa näring, upp till 1,5 km. Favoritväxter är vitklöver, harklöver, monke, fruktträd, maskros, fibblor, olika ärtväxter, plister, lejongapsväxter, kransblommiga växter, tistlar och väddklint. Arten sparar inte bara honung utan även pollen i boet. Drottningarna är viktiga pollinerare av fruktträd. 
De övervintrade drottningarna kommer fram i mars, arbetarna från april, medan könsdjuren (ungdrottningar och hanar) flyger mellan juli och tidigt i oktober.
Hanarna är så kallade patrullerare, som flyger på 1 till 2 meters höjd längs en bestämd bana, upptill 100 m lång, där de avsätter feromoner på höga objekt som vass och rapsplantor för att locka till sig parningsvilliga ungdrottningar. Flera hanar kan ofta flyga efter varandra längs samma bana.

## Snylthumla
Arten parasiteras av stensnylthumlan, som tar över boet för att föda upp sin egen avkomma.

## Bevarandestatus
Arten är klassificerad som livskraftig i både Sverige och Finland.

## Bildgalleri

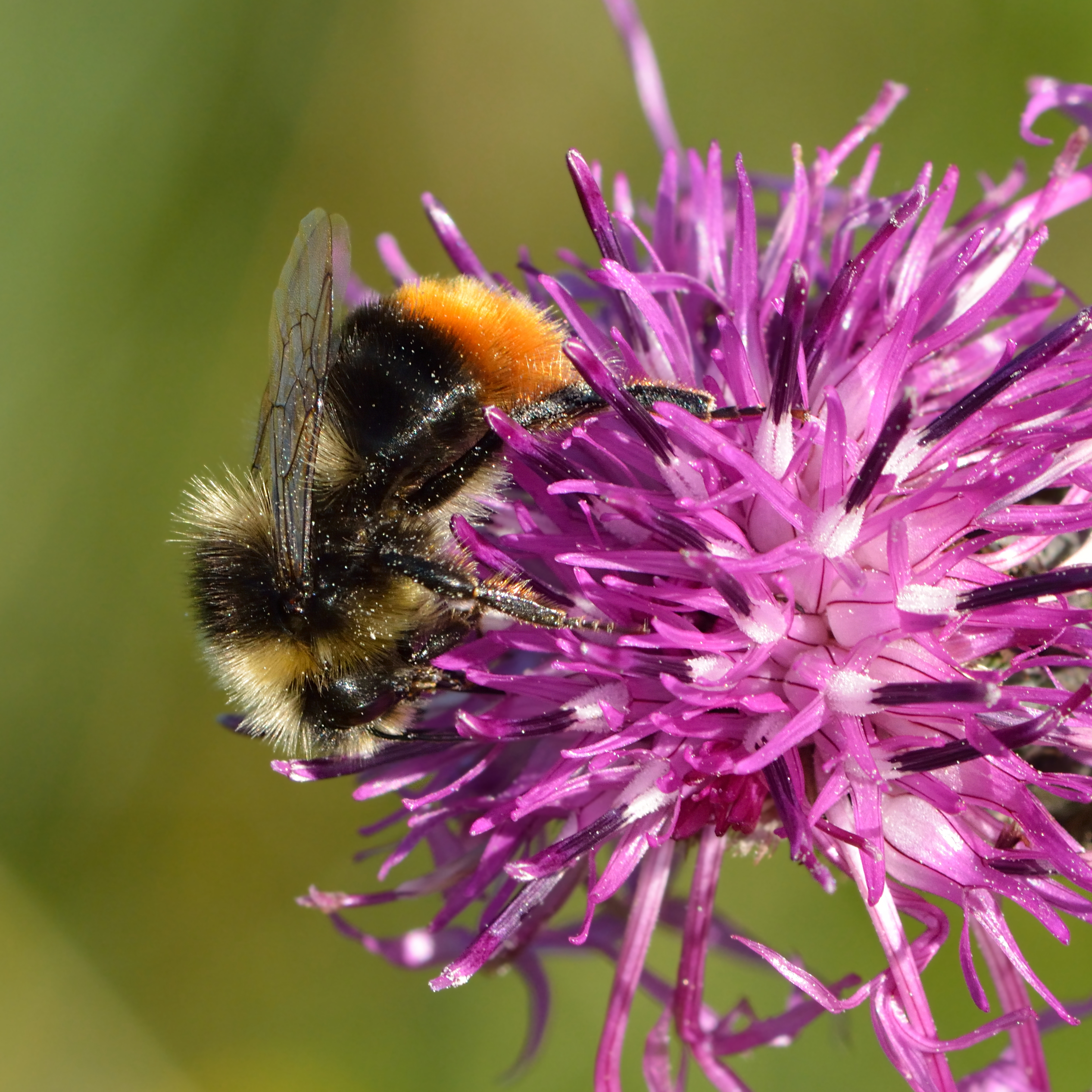
Hane
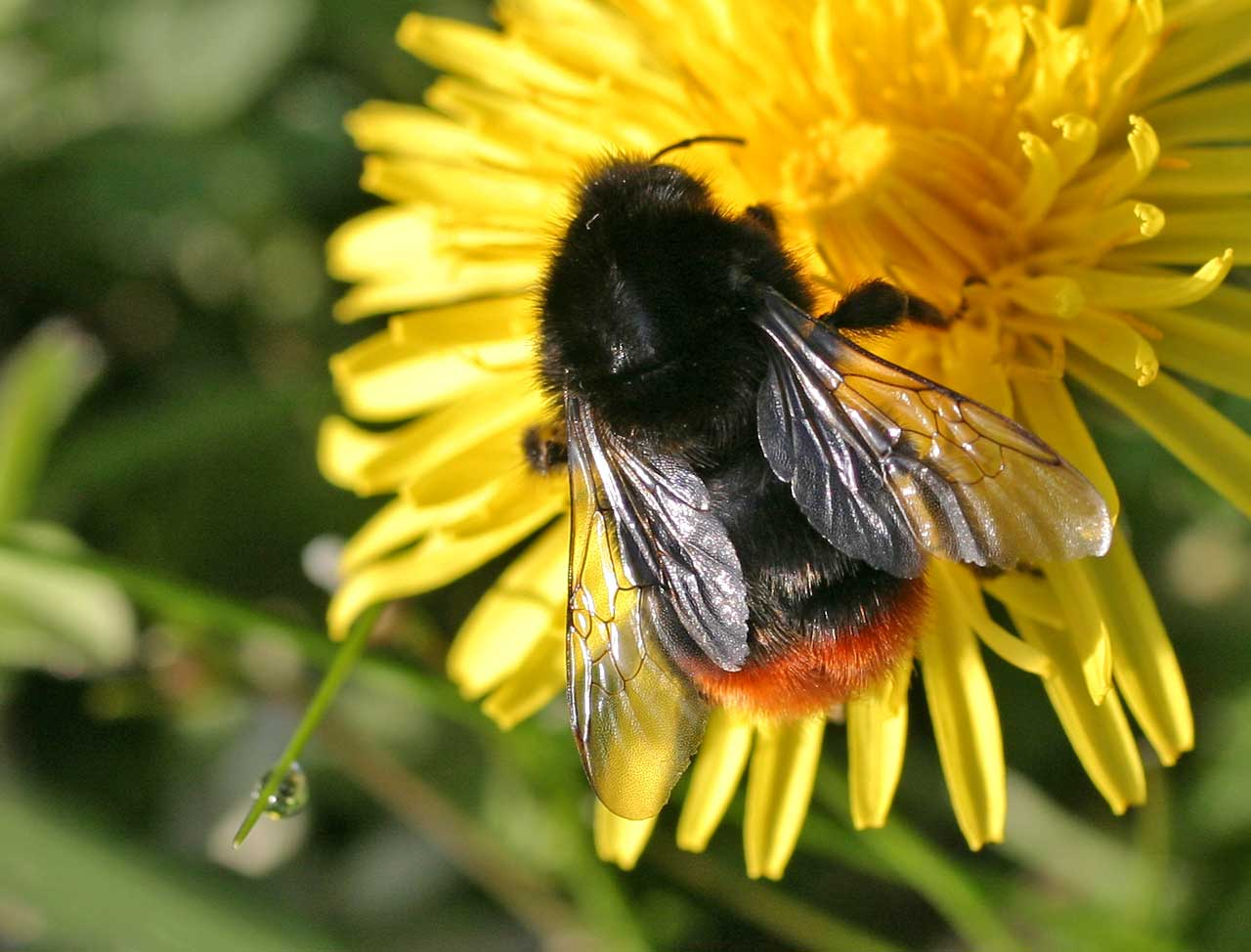